# Jessica Hardy
Jessica Adele Hardy (Long Beach, 12 de março de 1987) é uma nadadora norte-americana.
Foi campeã mundial dos 50 metros peito em 2007 e 2011 no Mundial de piscina longa, e em 2008 no Mundial de piscina curta.
É recordista mundial, em piscina olímpica, dos 50 metros peito desde 2009; e dos 100 metros peito, foi recordista entre 2005 e 2006, e é recordista de 2009 até o presente. Também é recordista mundial em piscina curta dos 50 metros peito desde 2008.

## Doping
Em julho de 2008, Hardy foi notificada que o segundo de três testes da seletiva americana para os Jogos Olímpicos de Pequim 2008 deu positivo para clenbuterol, um termogênico proibido, que ajuda a perder peso e é estimulante.
Ela atribuiu o resultado positivo da droga a um suplemento nutricional contaminado, ou sabotagem. A cobertura da mídia observou que os suplementos contaminados teriam desempenhado um papel em alguns casos anteriores de proibições. Um exemplo oferecido foi o do nadador americano Kicker Vencill, que ganhou um processo contra uma empresa que lhe forneceu suplementos contaminados, o que resultou em um exame antidoping positivo, e dois anos de proibição do esporte. Sob ambas as regulamentações americanas e internacionais, uma falta de conhecimento da fonte da substância ingerida não é considerada como uma defesa contra um resultado positivo.[carece de fontes?]
Hardy concordou em retirar-se dos Jogos Olímpicos de Pequim 2008 e foi banida do esporte por um ano, pelo teste positivo. Em 21 de maio de 2010, o Tribunal Arbitral do Esporte concordou com a decisão da American Arbitration Association e negou provimento ao recurso da Agência Mundial Antidoping (WADA) para aumentar a suspensão de um para dois anos.[carece de fontes?]